# Strona di Briona
Lo Strona di Briona è un torrente della provincia di Novara, affluente dell'Agogna.

## Idronimo

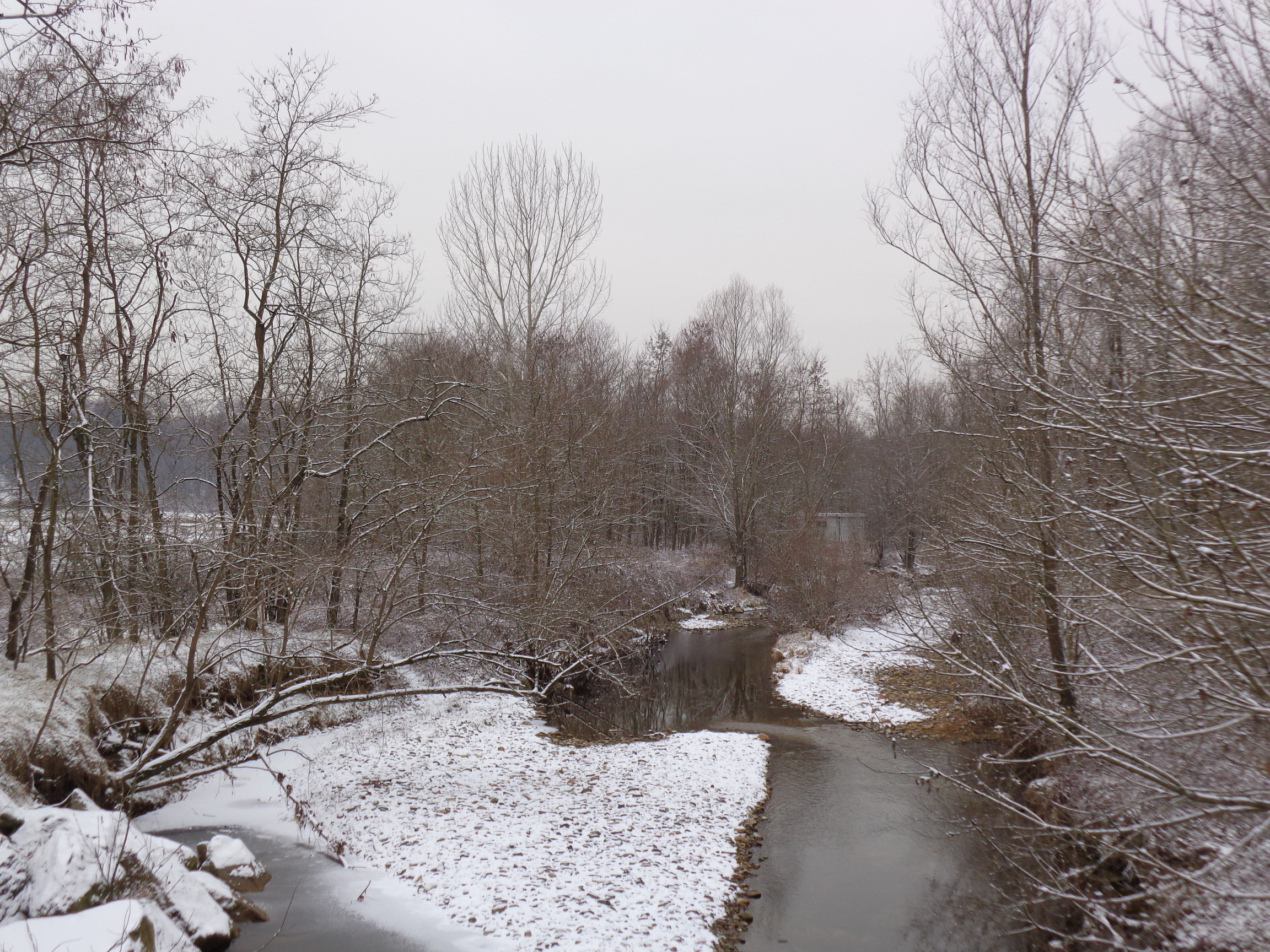
Lo Strona in pieno inverno, poco lontano dal centro abitato di Briona

Il nome del torrente deriverebbe a sua volta da storn o strom, radici celtiche che stanno a indicare acqua corrente o fiume.

## Percorso

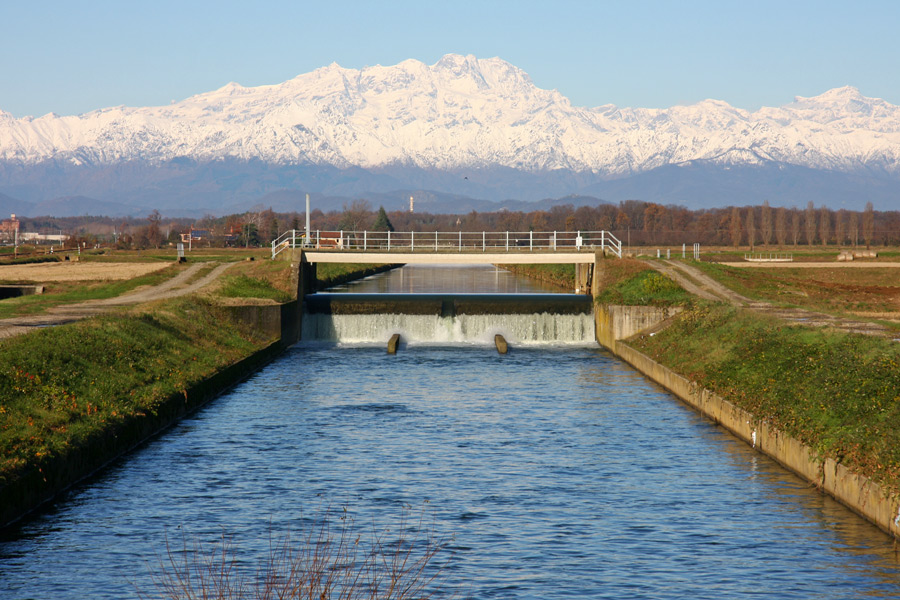
La roggia Mora attraversa il letto dello Strona presso Briona (frazione San Bernardino)

Nasce dalle falde del Monte Lovagone (857 m s.l.m.) nel Parco naturale del Monte Fenera in comune di Boca.
Successivamente lo Strona scorre ai lati del Santuario del Crocifisso di Boca, dove riceve l'apporto del Riale delle selve, un piccolo corso d'acqua della zona.
Con corso quasi parallelo a quello del Sesia bagna quindi i comuni di Romagnano Sesia, Cavallirio, Ghemme (frazione Cascine Strona) dove riceve lo Strego, Fara Novarese (dove riceve il torrente Remme e delimita con esso la zona collinare detta le Boscopiane); a Briona confluisce nella roggia Mora e con essa sfocia nell'Agogna poco a Nord di Agognate.

## Regime e portata
La portata dello Strona risente in modo particolare delle precipitazioni; difatti, nelle stagioni estive (specie nel tardo agosto) il torrente si secca già dal Santuario di Boca; ma la portata aumenta grazie agli apporti di Strego e Remme che hanno un regime ed una portata più regolare. Fattore molto importante di questa diminuzione lo rivestono anche i numerosi prelievi irrigui e idropotabili, che impoveriscono lo Strona e anche la falda sottostante.
Ma dalla confluenza con la Mora le cose cambiano; da quel punto lo Strona presenta una portata molto elevata grazie all'unione con la roggia stessa; trattiamo di valori medi di 7 m³/s con massime in stagione irrigua superiori ai 30 m³/s, dando un apporto importantissimo per il torrente Agogna.

## Qualità delle acque
Non attraversando centri di particolare rilievo lo Strona ha una qualità buona delle acque; però la situazione peggiora nel basso corso. La portata del torrente è bassa e quindi lo stesso ha una capacità depurativa assai limitata e quindi questo fattore contribuisce negativamente allo stato ambientale.  L'acqua migliora notevolmente alla confluenza della Mora grazie all'acqua del Sesia che è molto limpida e pulita.